# 通厄伦
通厄伦（荷蘭語：Tongeren，荷蘭語發音：[ˈtɔŋərə(n)] ⓘ，法語發音：[tɔ̃ɡʁ]，德語發音：[ˈtɔŋɐn]，林堡語發音：[ˈtoŋəʀə]）是比利时弗拉芒大區林堡省的一座城市，南与瓦隆大区列日省接壤，通行荷蘭語，是弗拉芒社群的一部分，面积87.56平方千米，人口31,142人（2020年1月1日）。通厄伦与阿爾隆和图尔奈同为比利时最古老的城市。